# Badminton bei den EuroGames
Badminton gehört bei den EuroGames zu den Sportarten, die ständig im Programm der Spiele stehen. Schon bei der Premiere 1994 war Badminton eine von nur vier Sportarten der Erstaustragung. Die Wettkämpfe werden in verschiedenen Leistungskategorien ausgetragen, wobei A (zwischenzeitlich A int) die höchste Kategorie darstellt.

## Die Sieger der höchsten besetzten Kategorie
Anmerkung: Kategorie in Klammer nach Name
| Saison    | Herreneinzel          | Dameneinzel                | Herrendoppel                                      | Damendoppel                                   | Mixed                                           |
| --------- | --------------------- | -------------------------- | ------------------------------------------------- | --------------------------------------------- | ----------------------------------------------- |
| 1994 2010 | keine Daten           | keine Daten                | keine Daten                                       | keine Daten                                   | keine Daten                                     |
| 2011      | Hadi Leoparjo (A int) | Sylvia Thyme (B-)          | Mike Scholes Kim Johansson (A int)                | Annie Yau Jan Whalen (A)                      | Thomas Sprater Petra Sirch (A)                  |
| 2012      | Mike Scholes (A)      | Irene Schoder (A)          | Mike Scholes Steven Green (A)                     | Ulla Haikonen Lina Sipilä (A)                 | Steven Green Jan Whalen (A)                     |
| 2016      | Johannes Sam (A)      | Emmi Heikkinen (A)         | Viktor Eidemar Yang Hoeck (A)                     | Lise Garval Rikke Vernerfelt (A)              | Johannes Sam Janet Ronalds (A)                  |
| 2019      | Yang Hoeck (A)        | Stéphanie Rey (AB+)        | Chai Pit Martin Hoeck (A)                         | Stéphanie Rey Angelique Colonna (AB+)         | Ralf Coert Natalie Simonovski                   |
| 2021      | Yang Hoeck (A)        | Boonnan Atcharaphon (B)    | Viktor Eidemar Yang Hoeck (A)                     | Pawarisa Wareechol Rose Prucksaphanich (B)    | Olé Donladlee Kreicbergs Pawarisa Wareechol (B) |
| 2022      | Yang Hoeck (A)        | Olitiana Martin (B)        | Christopher Garrett Andrew Henderson-Schwartz (A) | Pawarisa Wareechol Rose Prucksaphanich (B)    | Jean-Carol Gaubert Emilie Durand (B)            |
| 2023      | Yannik Poznicek (A)   | Atcharaphon Boonnan (A/B-) | Darius Müller Yannik Poznicek (A)                 | Franziska Striebel Atcharaphon Boonnan (A/B+) | Olé Donladlee Pawarisa Wareechol (A)            |
| 2024      | Yang Xia (A)          | Sara Tuomala (A/B)         | Yang Xia Martin Hoeck (A)                         | Caitlyn Sophie Böse Nicoleta Tiron (A/B)      | Sami Kumpula Sara Tuomala (A)                   |